# Peperomia san-roqueana
Peperomia san-roqueana är en pepparväxtart som beskrevs av William Trelease. Peperomia san-roqueana ingår i släktet peperomior, och familjen pepparväxter. Inga underarter finns listade i Catalogue of Life.